# Superpozice (geologie)

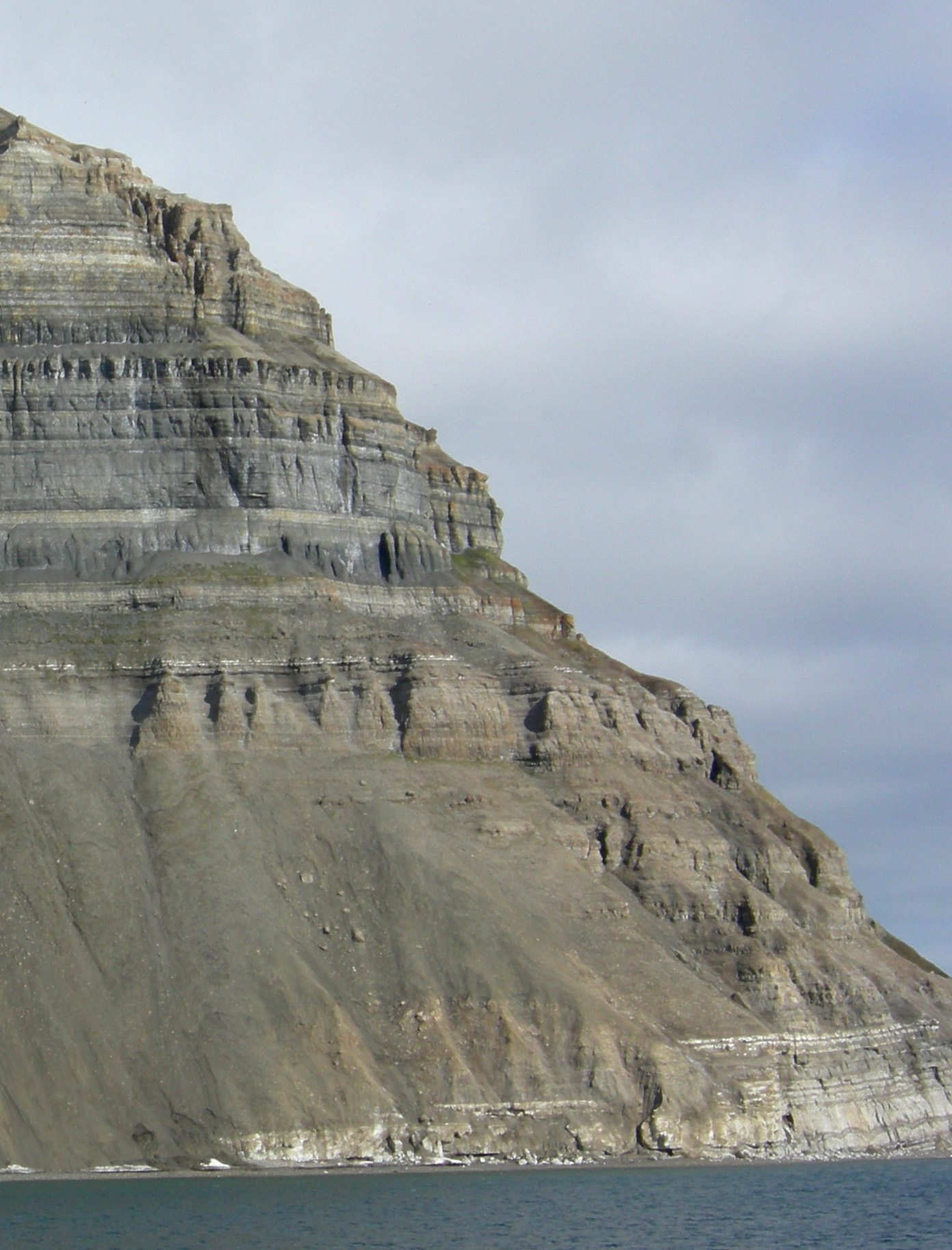

Princip superpozice (někdy zákon superpozice) je jedním ze základních principů v geologii a stratigrafii. Říká, že geologické vrstvy ležící níže (v podloží) jsou starší než vrstvy ležící výše (v nadloží). Vychází z jednoduchého předpokladu, že každá vrstva se ukládá během konečného časového intervalu, po uplynutí tohoto intervalu začne sedimentace další vrstvy, která se začne ukládat na předešlou. Nejdříve tedy musí sedimentovat vrstva v podloží, aby na ní mohla později nasedimentovat nadložní vrstva. Sekvence několika vrstev tak reprezentuje několik časových úseků, během kterých se dané vrstvy ukládaly. Platnost tohoto principu není univerzální, je porušena např. v převrácených vrstevních sledech, proto nemůže být považován za přírodní zákon. Platnost přírodního zákona musí být absolutní. Princip superpozice zformuloval dánský přírodovědec Niels Stensen.